# Osobowość autorytarna
Osobowość autorytarna (autorytaryzm) – rodzaj osobowości, w którym jednostka wykazuje silne predyspozycje do akceptowania i podzielania antydemokratycznych przekonań. Dla osobowości autorytarnej charakterystyczna jest rezygnacja z własnej oceny zjawisk i podpieranie się autorytetem znanej osoby dla wyjaśnienia swoich poglądów i działania. W 1950 badania nad osobowością przeprowadził Theodor Adorno, wprowadzając m.in. skalę F, mierzącą zespół przekonań powiązanych z ideologią faszystowską.
Jako cecha osobowości autorytaryzm charakteryzuje się respektem dla władzy, tendencją do idealizowania obrazu własnej grupy społecznej i karania osób naruszających obowiązujące normy, stereotypizacją postrzegania relacji społecznych i członków innych grup. Używany czasami termin autorytarne zaburzenie osobowości (nie jest uznawane za zaburzenie lub chorobę w obowiązującej obecnie klasyfikacji zaburzeń psychicznych i zaburzeń zachowania ICD-10). Nie wchodzi też w skład innego rozpoznania zaburzeń osobowości. Kwestią sporną jest, czy w tej sytuacji można o osobowości autorytarnej pisać jako o zaburzeniu. Z medycznego punktu widzenia nie należy w tym wypadku używać terminu zaburzenie lub choroba.

## Komponenty autorytaryzmu
- konwencjonalizm – bezkrytyczne, sztywne przywiązanie do tradycyjnych norm, konserwatyzm obyczajowy, niskie wyniki w skali otwartości na świat;
- autorytarne podporządkowanie – bezkrytyczny stosunek do wyidealizowanego autorytetu własnej grupy, silna potrzeba hierarchiczności: poddańcza uległość wobec silniejszego przy jednoczesnym znieważaniu „słabszych” (zob. osobowość sadomasochistyczna, która również nie jest ujęta jako choroba lub zaburzenie w ICD-10);
- autorytarna agresja – przejawianie postaw antyspołecznych i zachowań agresywnych względem wybranych grup społecznych, osób łamiących konwencje, indywidualistów;
- antyintracepcja – niechęć do wnikania we własne wnętrze, rozumienia własnych potrzeb psychicznych oraz potrzeb psychicznych innych ludzi, ucieczka od refleksji dot. pragnień, potrzeb, uczuć;
- przesądność i stereotypowość – skłonność do myślenia w sztywnych kategoriach, tendencja do przypisywania odpowiedzialności czynnikom zewnętrznym, siłom nadprzyrodzonym, mistycznym („kara Boża”); schematyczności myślenia towarzyszy wysoki poziom antyspołecznych uprzedzeń względem wielu grup społecznych;
- potępianie słabości – wiara w siłę i bycie twardym – relacje społeczne postrzegane w kategoriach dominacji – uległości; osoba autorytarna identyfikuje się przy tym z postaciami reprezentującymi władzę, jednocześnie pogardzając tymi, którzy w jej przekonaniu reprezentują niższy poziom hierarchii społecznej;
- projekcja negatywnych uczuć – skłonność do przypisywania własnych negatywnych uczuć innym ludziom;
- obsesyjne zainteresowanie seksem – wartościowanie ludzi ze względu na ich podejście do spraw związanych z seksem, połączone z aktami agresji względem tych, którzy nie realizują konserwatywnych norm obyczajowych, m.in. mniejszości seksualnych (zob. homofobia); towarzyszy temu tłumienie własnych popędów seksualnych połączone z ich projekcją na innych. (zob. też Zaburzenia obsesyjno-kompulsyjne);
- destruktywność i cynizm – uogólniona wrogość w stosunku do ludzi, skłonność do deprecjacji innych.

## Czynniki społeczne i demograficzne związane z autorytaryzmem
- Badania Adorno wykazały, że u osób silnie autorytarnych częściej stwierdzano niższy iloraz inteligencji[potrzebny przypis].
- Badania Jadwigi Koralewicz w latach 70.–80. wykazały, że częściej autorytaryzm cechował osoby zajmujące niższe pozycje w strukturze społecznej[potrzebny przypis].

Jako konstrukcja osobowość autorytarna rozwija się, gdy potrzeby emocjonalne dziecka nie są zaspokajane, wychowawcy często stosują kary jako środek wychowawczy, a dziecko odczuwa wrogość wobec rodziców.

## Przyczyny zaburzenia (rozumienie psychologiczne)
Według badań Adorno z 1950 r. źródłem osobowości autorytarnej było wychowanie w dzieciństwie (surowi rodzice, wymuszający uległość i posłuszeństwo). Osoby takie były w dzieciństwie pozbawione poczucia bezpieczeństwa, związanego przede wszystkim z warunkową miłością ze strony rodziców – uzależnianiem okazywania miłości od podporządkowania się. Tego typu metody wychowawcze prowadzą do silnych postaw antyspołecznych względem różnych grup mniejszościowych i wysokiego poziomu poczucia zagrożenia z ich strony. Jednostka, przejawiając autorytarną agresję, przemieszcza poczucie krzywdy z rodziców na obiekt mniej niebezpieczny – w tym wypadku grupy mniejszościowe. Otwarta agresywna reakcja skierowana przeciwko rodzicom wiązałaby się z dalszymi negatywnymi konsekwencjami. Mechanizm przemieszczenia pozwala jednostce eksponować swoje tłumione uczucia bez zwiększania poziomu zagrożenia z ich strony (zob. wybór obiektu).